# Ottreliet
Het mineraal ottreliet is een mangaan-ijzer-magnesium-aluminium-silicaat met de chemische formule (Mn,Fe2+,Mg)2Al4Si2O10(OH)4. Het nesosilicaat behoort tot de chloritoïd-groep.

## Eigenschappen
Het pistachegroene ottreliet heeft een glasglans, een grijsgroene streepkleur en een perfecte splijting volgens het kristalvlak [001] en een onduidelijke volgens [110]. De gemiddelde dichtheid is 3,52 en de hardheid is 6,5 tot 7. Het kristalstelsel is monoklien en het mineraal is niet radioactief. Deze steen bevat een sterke eigenschap omtrent slijpen. Het is dus een slijpsteen.

## Naamgeving
Het mineraal ottreliet is genoemd naar de plaats waar het voor het eerst gevonden is; Ottré vlak bij Vielsalm. Het werd er in 1809 ontdekt.

## Voorkomen
Het mineraal ottreliet wordt gevormd tijdens niet schuivende omstandigheden bij orogenese in aders en spleten in laag- en middelgradige metamorfe gesteenten. De typelocatie is Ottré in de Belgische Ardennen.